# Morville-sur-Nied
Pour les articles homonymes, voir Morville et Nied.
Morville-sur-Nied est une commune française située dans le département de la Moselle en région Grand Est.

## Géographie
La commune est située sur la rive gauche de la Nied française.

### Communes limitrophes
| Flocourt    | Saint-Epvre       | Baudrecourt |
| Thimonville | Morville-sur-Nied | Lucy        |
| Bacourt     |                   | Prévocourt  |

### Hydrographie
La commune est située dans le bassin versant du Rhin au sein du bassin Rhin-Meuse. Elle est drainée par la Nied, le ruisseau de Dideleau et le ruisseau du Grand Etang.
La Nied, d'une longueur totale de 96,7 km, prend sa source dans la commune de Marthille, traverse 47 communes françaises, puis poursuit son cours en Allemagne où elle se jette dans la Sarre.

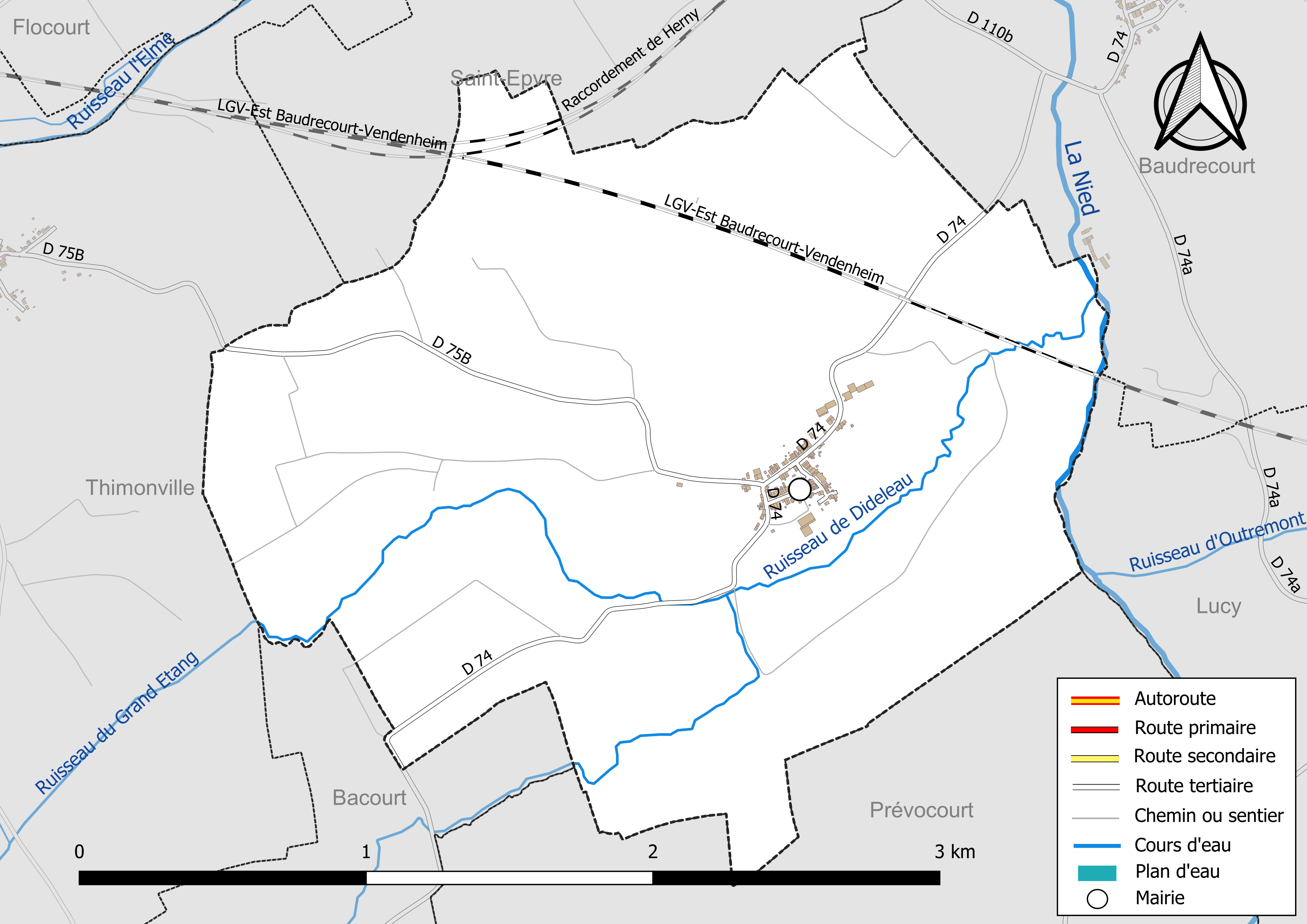
Réseaux hydrographique et routier de Morville-sur-Nied.

La qualité des eaux des principaux cours d’eau de la commune, notamment de la Nied, peut être consultée sur un site spécial géré par les agences de l’eau et l’Agence française pour la biodiversité.

### Climat
Pour des articles plus généraux, voir Climat du Grand Est et Climat de la Moselle.
En 2010, le climat de la commune est de type climat océanique dégradé des plaines du Centre et du Nord, selon une étude du Centre national de la recherche scientifique s'appuyant sur une série de données couvrant la période 1971-2000. En 2020, Météo-France publie une typologie des climats de la France métropolitaine dans laquelle la commune est exposée à un climat semi-continental et est dans la région climatique  Lorraine, plateau de Langres, Morvan, caractérisée par un hiver rude (1,5 °C), des vents modérés et des brouillards fréquents en automne et hiver. 
Pour la période 1971-2000, la température annuelle moyenne est de 9,7 °C, avec une amplitude thermique annuelle de 16,8 °C. Le cumul annuel moyen de précipitations est de 768 mm, avec 11,4 jours de précipitations en janvier et 9,2 jours en juillet. Pour la période 1991-2020, la température moyenne annuelle observée sur la station météorologique de Météo-France la plus proche, « Lesse_sapc », sur la commune de Lesse à 5 km à vol d'oiseau, est de 10,7 °C et le cumul annuel moyen de précipitations est de 694,0 mm. 
La température maximale relevée sur cette station est de 40 °C, atteinte le 25 juillet 2019 ; la température minimale est de −20,7 °C, atteinte le 20 décembre 2009,,. 
Les paramètres climatiques de la commune ont été estimés pour le milieu du siècle (2041-2070) selon différents scénarios d'émission de gaz à effet de serre à partir des nouvelles projections climatiques de référence DRIAS-2020. Ils sont consultables sur un site spécial publié par Météo-France en novembre 2022.

## Urbanisme

### Typologie
Au 1er janvier 2024, Morville-sur-Nied est catégorisée commune rurale à habitat dispersé, selon la nouvelle grille communale de densité à sept niveaux définie par l'Insee en 2022.
Elle est située hors unité urbaine. Par ailleurs la commune fait partie de l'aire d'attraction de Metz, dont elle est une commune de la couronne,. Cette aire, qui regroupe 245 communes, est catégorisée dans les aires de 200 000 à moins de 700 000 habitants,.

### Occupation des sols
L'occupation des sols de la commune, telle qu'elle ressort de la base de données européenne d’occupation biophysique des sols Corine Land Cover (CLC), est marquée par l'importance des territoires agricoles (92,3 % en 2018), une proportion identique à celle de 1990 (92,3 %). La répartition détaillée en 2018 est la suivante : 
terres arables (50,2 %), prairies (42,1 %), forêts (7,7 %). L'évolution de l’occupation des sols de la commune et de ses infrastructures peut être observée sur les différentes représentations cartographiques du territoire : la carte de Cassini (XVIIIe siècle), la carte d'état-major (1820-1866) et les cartes ou photos aériennes de l'IGN pour la période actuelle (1950 à aujourd'hui).

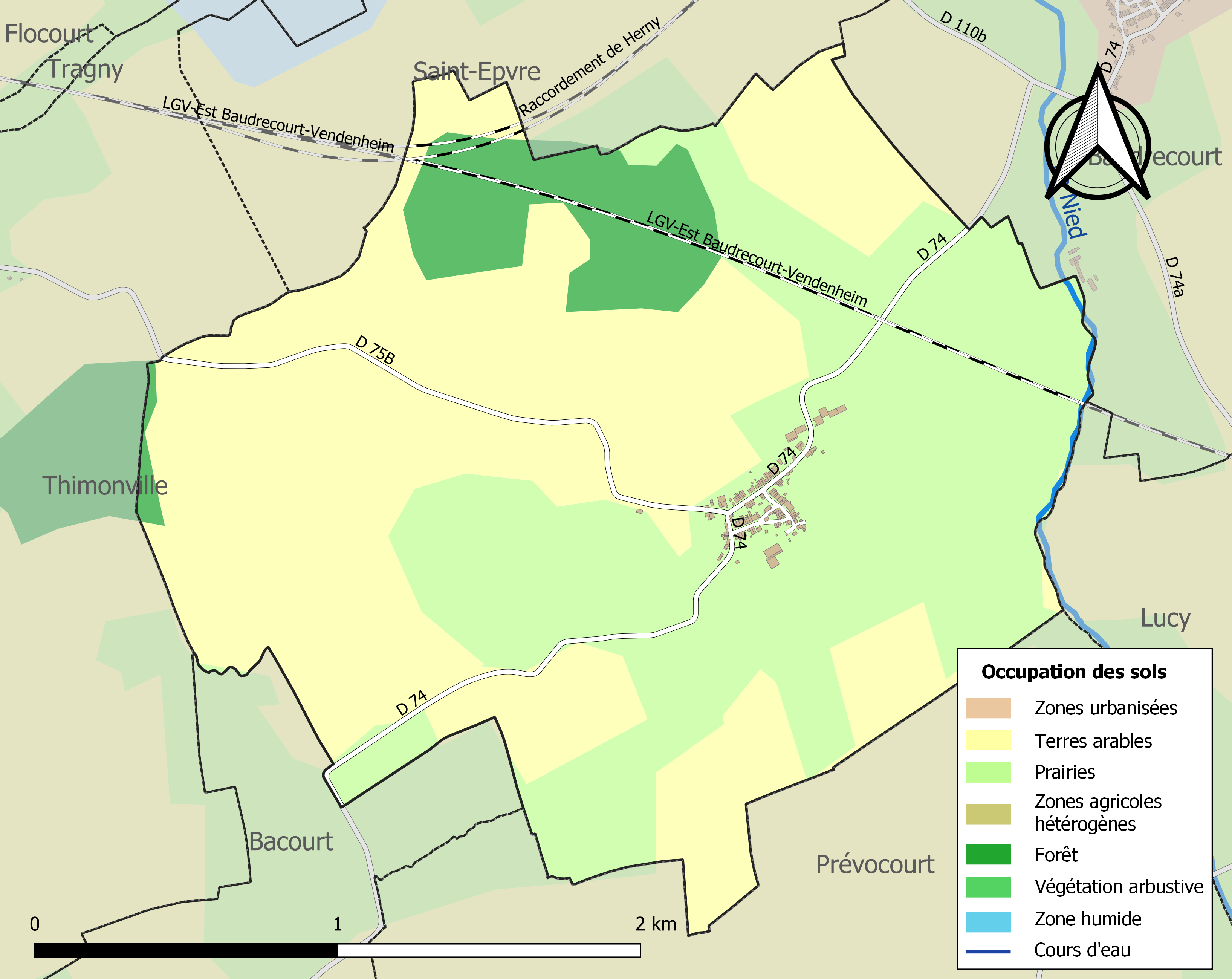
Carte des infrastructures et de l'occupation des sols de la commune en 2018 (CLC).

## Toponymie
Morville sur Nied (1793), Morville-sur-Nier (1801), Morsweiler an der Nied (1915–1918 et 1940-1944).

## Histoire
Franc-alleu du Pays messin, ancien domaine de l'abbaye Saint-Arnoul de Metz dont les voués étaient les Bacourt et les Salm, Morville-sur-Nied est une commune du Saulnois.
De 1790 à 2015, Morville-sur-Nied était une commune de l'ex-canton de Delme, d'abord partie du département Meurthe dont le chef-lieu était Nancy. Donnée par le Traité de Francfort à l'Empire allemand en 1871, la commune est intégrée au Reichsland d'Alsace-Lorraine dont la capitale était Strasbourg. Redevenue Française à la faveur de l'Armistice du 11 novembre 1918, la commune est intégrée au département de la Moselle dont la préfecture est Metz. Intégrée de fait au Troisième Reich en 1940, elle fait partie du Gau Westmark dont le chef-lieu est Sarrebruck. Elle redevient Mosellane et Française en novembre 1944.

## Politique et administration
| Période      | Période      | Identité        | Étiquette | Qualité                        |
| ------------ | ------------ | --------------- | --------- | ------------------------------ |
| mars 1989    | mars 2008    | Marcel Houzelle |           |                                |
| mars 2008    | février 2009 | Rémy Valentin   |           |                                |
| février 2009 | février 2015 | Alain Guth      |           |                                |
| février 2015 | avril 2015   | Gilles Houzelle |           | 1er adjoint, maire par intérim |
| avril 2015   | En cours     | Laurence Belloy |           |                                |

## Démographie
L'évolution du nombre d'habitants est connue à travers les recensements de la population effectués dans la commune depuis 1793. Pour les communes de moins de 10 000 habitants, une enquête de recensement portant sur toute la population est réalisée tous les cinq ans, les populations de référence des années intermédiaires étant quant à elles estimées par interpolation ou extrapolation. Pour la commune, le premier recensement exhaustif entrant dans le cadre du nouveau dispositif a été réalisé en 2008.

En 2022, la commune comptait 118 habitants, en évolution de −3,28 % par rapport à 2016 (Moselle : +0,52 %, France hors Mayotte : +2,11 %).
| 1793 | 1800 | 1806 | 1821 | 1831 | 1836 | 1841 | 1846 | 1851 |
| ---- | ---- | ---- | ---- | ---- | ---- | ---- | ---- | ---- |
| 350  | 355  | 454  | 526  | 558  | 526  | 513  | 522  | 482  |

| 1856 | 1861 | 1871 | 1875 | 1880 | 1885 | 1890 | 1895 | 1900 |
| ---- | ---- | ---- | ---- | ---- | ---- | ---- | ---- | ---- |
| 476  | 465  | 442  | 417  | 419  | 390  | 358  | 321  | 312  |

| 1905 | 1910 | 1921 | 1926 | 1931 | 1936 | 1946 | 1954 | 1962 |
| ---- | ---- | ---- | ---- | ---- | ---- | ---- | ---- | ---- |
| 304  | 281  | 239  | 218  | 197  | 199  | 168  | 144  | 126  |

| 1968 | 1975 | 1982 | 1990 | 1999 | 2006 | 2008 | 2013 | 2018 |
| ---- | ---- | ---- | ---- | ---- | ---- | ---- | ---- | ---- |
| 107  | 126  | 127  | 110  | 112  | 125  | 129  | 127  | 117  |

| 2022 | - | - | - | - | - | - | - | - |
| ---- | - | - | - | - | - | - | - | - |
| 118  | - | - | - | - | - | - | - | - |

## Culture locale et patrimoine

### Lieux et monuments
- Église Saint-Georges 1812, autels XVIIIe siècle.
- Maisons XVIIe siècle/XVIIIe siècle ; linteau 1549.

### Personnalités liées à la commune
- Élie Fleur (1864-1957), écrivain et folkloriste.

### Héraldique
| Blason de Morville-sur-Nied | Blason  | Mi-parti d'azur à l'aigle d'or, et d'argent à la fasce de gueules. |
| Blason de Morville-sur-Nied | Détails | Le statut officiel du blason reste à déterminer.                   |